# Good (parti politique)
Pour les articles homonymes, voir Good.
Good, stylisé GOOD, est un parti politique sud-africain fondé en 2018. Le parti est présidé par Patricia de Lille, ministre du tourisme depuis 2023 et ancienne maire du Cap.
Ancré principalement dans la province du Cap-Occidental, le parti se positionne au centre gauche. Ses thèmes de prédilection sont centrés autour de la social-démocratie, l'écologie et l'antiracisme. Son électorat est surtout issu de la communauté coloured au sein duquel il souhaite concurrencer l'Alliance démocratique (et ancien parti de Patricia de Lille quand elle était maire du Cap).
En 2019, De Lille précise que Good est un parti d'opposition, bien qu'il fasse partie du gouvernement.
Lors des élections générales sud-africaines de 2019, le parti obtient 2 sièges à l'Assemblée nationale et 1 siège dans la législature du Cap-Occidental.

## Direction du parti
| Rôle                          | Nom                 |
| ----------------------------- | ------------------- |
| Cheffe                        | Patricia De Lille   |
| Président                     | Sam Shabane         |
| Vice-président                | Vacant              |
| Secrétaire général            | Brett Herron        |
| Secrétaire général adjoint    | Lehlohonono Mtshali |
| Trésorier                     | Suzette Petit       |
| Organisateur national         | Shaun Août          |
| Organisateur national adjoint | Vacant              |
| Agent de communication        | Mark Rountree       |

## Résultats électoraux

### Élections législatives
| Année | Votes  | Pourcentage | Sièges  | +/– | Position   |
| ----- | ------ | ----------- | ------- | --- | ---------- |
| 2019  | 70 408 | 0,40%       | 2 / 400 | –   | Opposition |

### Élections au Conseil national des Provinces
| Année | Sièges obtenus | +/– |
| ----- | -------------- | --- |
| 2019  | 0 / 90         | 0   |

### Élections provinciales
| Année | Cap-Oriental | Cap-Oriental | État-Libre | État-Libre | Gauteng | Gauteng | KwaZulu-Natal | KwaZulu-Natal | Limpopo | Limpopo | Mpumalanga | Mpumalanga | Nord-Ouest | Nord-Ouest | Cap-Nord | Cap-Nord | Cap-Occidental | Cap-Occidental |
| Année | %            | Sièges       | %          | Sièges     | %       | Sièges  | %             | Sièges        | %       | Sièges  | %          | Sièges     | %          | Sièges     | %        | Sièges   | %              | Sièges         |
| ----- | ------------ | ------------ | ---------- | ---------- | ------- | ------- | ------------- | ------------- | ------- | ------- | ---------- | ---------- | ---------- | ---------- | -------- | -------- | -------------- | -------------- |
| 2019  | 0,24         | 0/63         | 0,08       | 0/30       | 0,20    | 0/73    | 0,11          | 0/80          | 0,03    | 0/49    | 0,06       | 0/30       | 0,12       | 0/33       | 0,83     | 0/30     | 3,01           | 1/42           |

### Élections municipales
Lors des élections municipales sud-africaines de 2021, GOOD présente des candidats dans cinq provinces, six métropoles et un millier de quartiers. Le parti présente également neuf candidats pour les fonctions de maire (Brett Herron à Le Cap, Peter de Villiers à Drakenstein, Lloyd Phillips à Johannesburg, Sarah Mabotsa à Tshwane, Lawrence Troon à Nelson Mandela Bay, Elizabeth Johnson à Kimberley, Donovan Saptoe à George, Ryan Don à Saldanha Bay et Sharifa Essop à Beaufort West) mais aucun n'est élu. Au niveau local, Good fait essentiellement alliance avec le congrès national africain.